# Pieter Langendijk

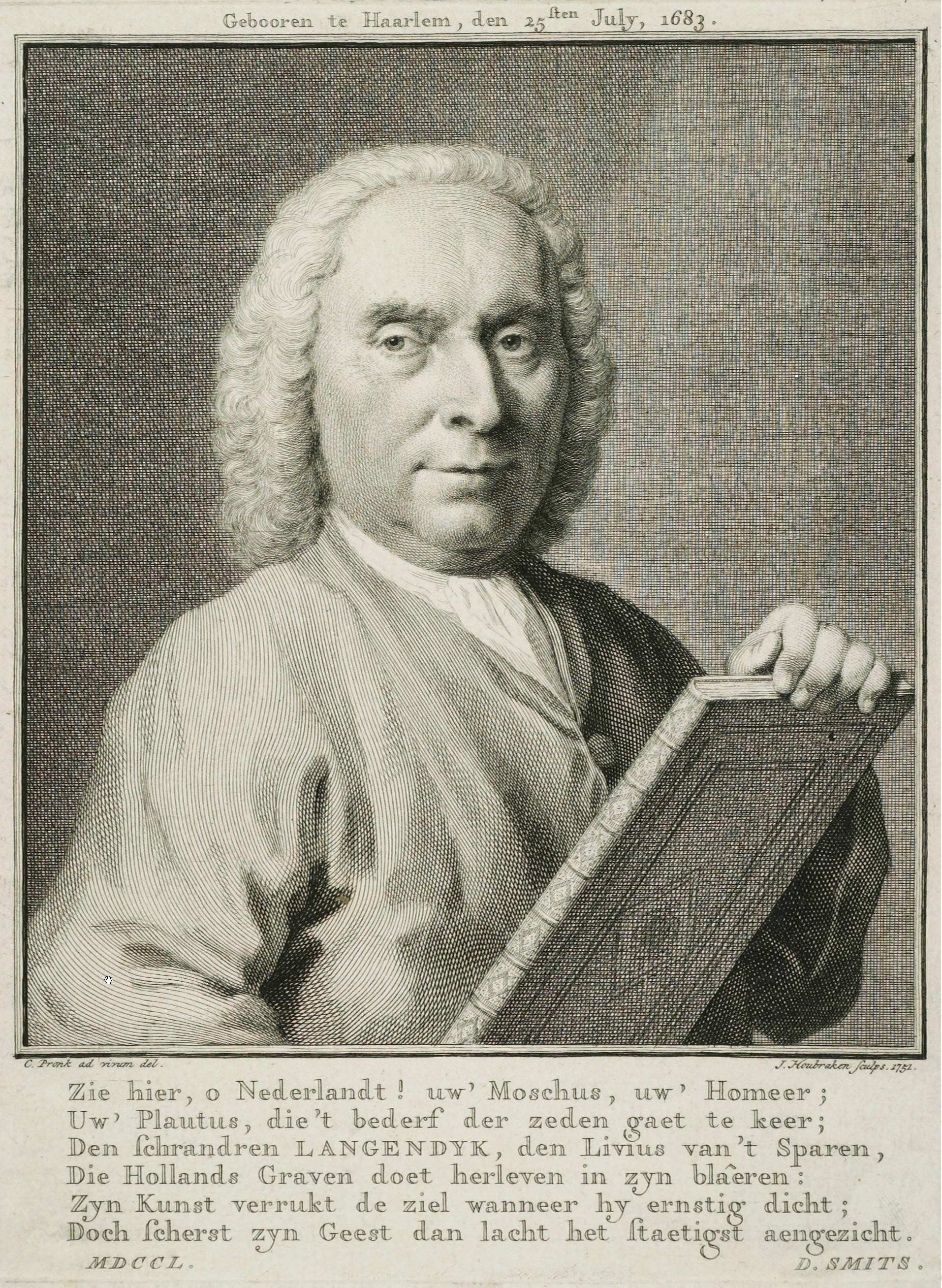
Portret van Pieter Langendijk, door Cornelis Pronk/ Jacobus Houbraken, onderschrift van D. Smits (1751)

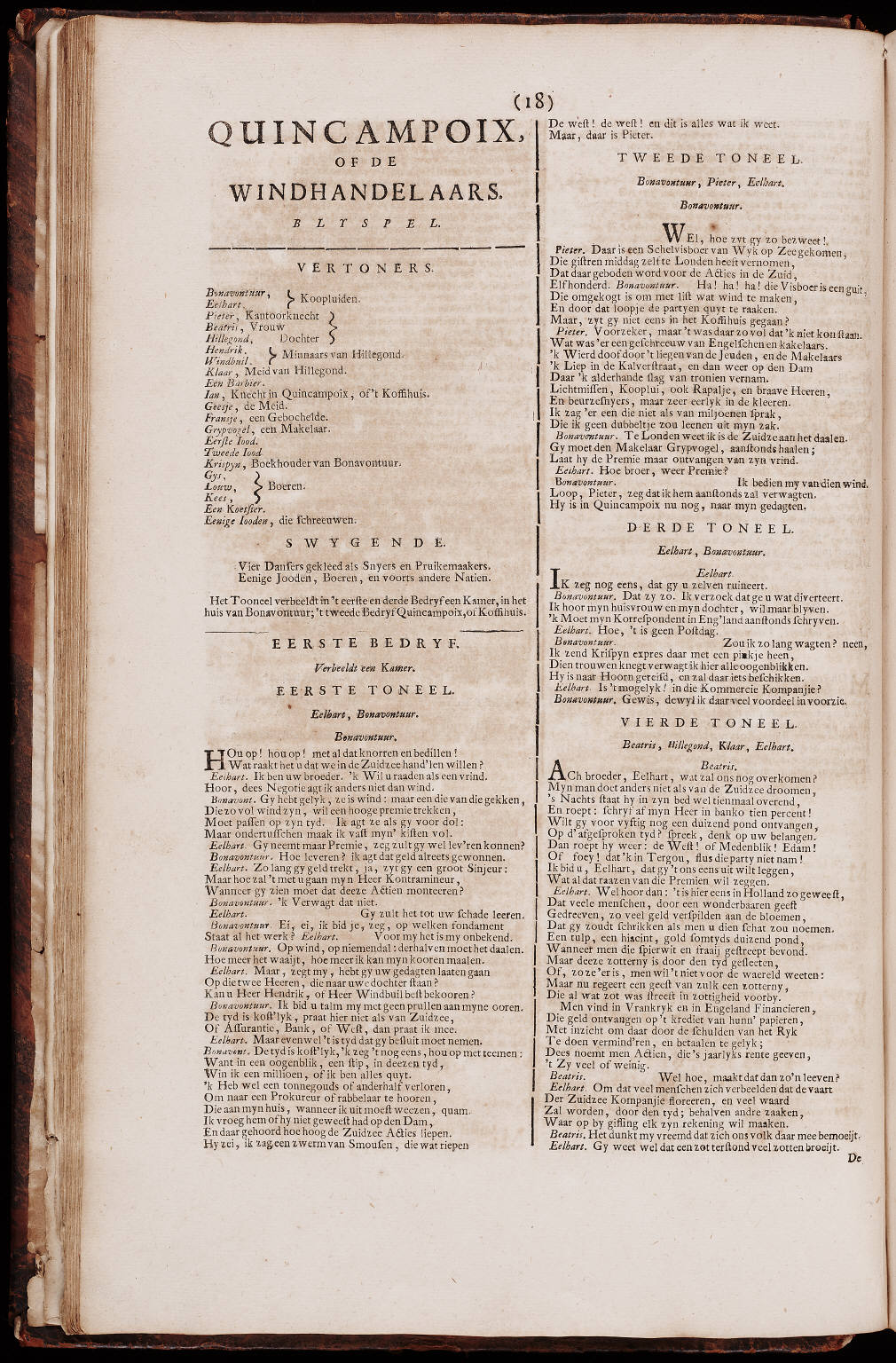
Quincampoix of de Windhandelaars in Het Groote Tafereel der Dwaasheid, 1720

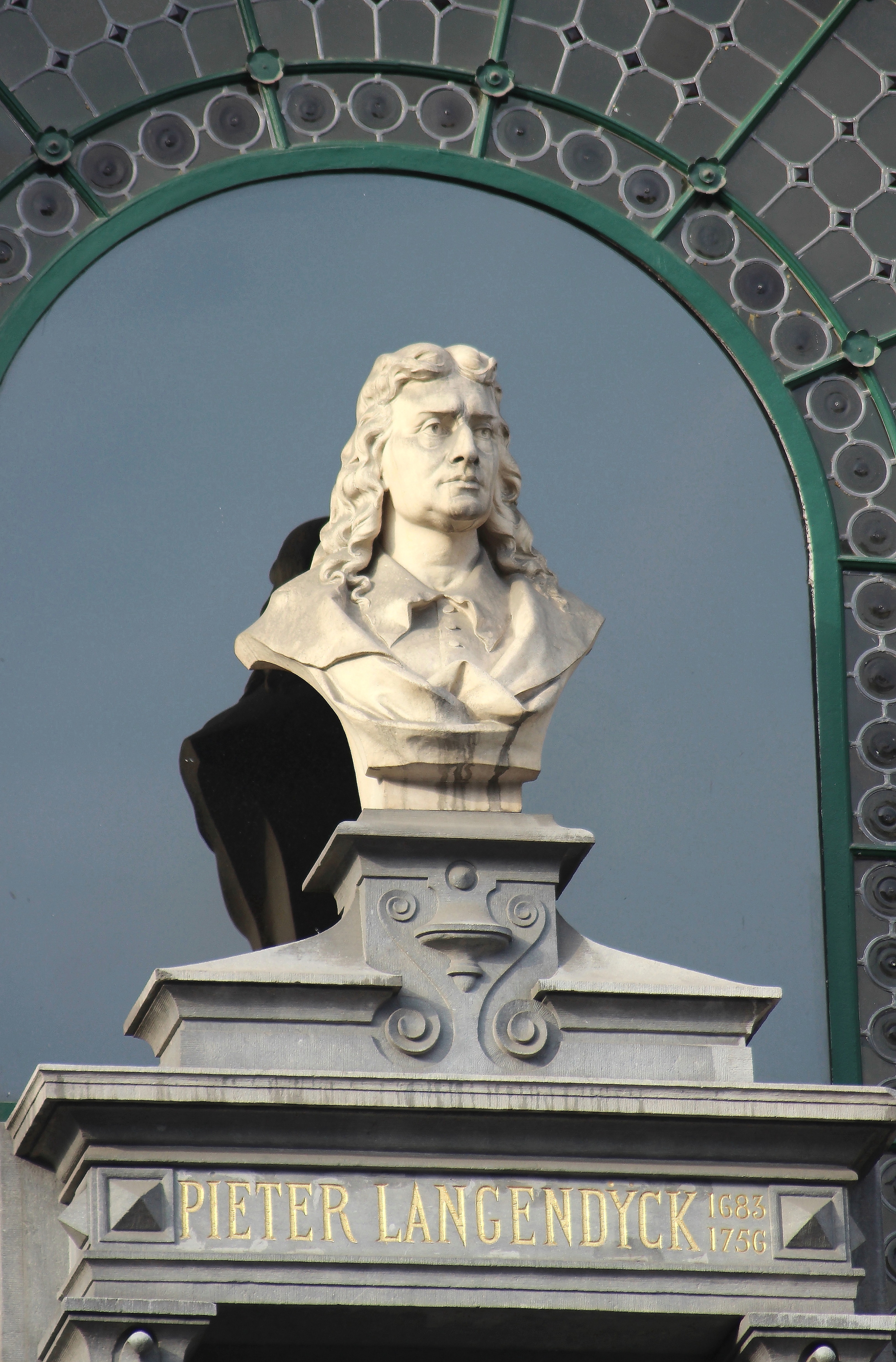
Borstbeeld aan de gevel van de Koninklijke Vlaamse Schouwburg (Brussel)

Pieter Langendijk (Haarlem, 25 juli 1683 – aldaar, 9 of 18 juli 1756) was een Nederlands toneelschrijver en dichter. Hij is de bekendste Nederlandse toneelschrijver uit de 18e eeuw, die in de geschiedenis van de Nederlandse literatuur verder weinig schrijvers die nog steeds bekend zijn, heeft voortgebracht.

## Biografie
Langendijk was de zoon van Arend Kort, een metselaar die werd geboren in Langedijk. Toen Langendijk nog jong was stierf zijn vader en zijn moeder begon een textielzaak. In 1695 verhuisden zij naar Den Haag. Vervolgens verhuisden de moeder en haar zoon naar Amsterdam. Met een baan in een  damastweverij en als kantoorklerk zorgde Langendijk voor hun onderhoud. 
Rond 1708 volgde Langendijk een opleiding in tekenen en schilderen, samen met Frans van Steenwijk. In 1711 verscheen zijn eerste toneelstuk, Don Quichot op de Bruiloft van Kamacho. Dit bleek een groot succes en werd een vast nummer in de Schouwburg van Van Campen. In de negentiende eeuw vertolkten Frits Rosenveldt en zijn zoon Louis regelmatig de rol van Sancho Panza in dit stuk. De kluchten De zwetser en zijn allerbekendst geworden werk, Het wederzijds huwelijksbedrog, verschenen in de daaropvolgende jaren.
Langendijk schreef nog meer komedies in de trant van Molière, die hij vertaalde of bewerkte. Samen met Hermanus Angelkot schreef hij Cato. Het stuk werd opgedragen op de oud-burgemeester Nicolaes Witsen. Zeer beroemd werd Quincampoix of de Windhandelaars, geschreven in het beruchte jaar 1720 toen John Law in Parijs veel speculanten ruïneerde. Arlequin Actionist is een commedia dell'arte-klucht over de windhandel, bestaande uit slechts één akte, met een heuse vechtpartij, dans en muziek.
In 1722 werd hij in Haarlem benoemd als patroontekenaar. Zijn moeder was inmiddels aan de drank. Hij had zowel een woning in als buiten de stad, voor het geval hij 's avonds niet meer de stad uit kon. Nadat zijn moeder was overleden, trouwde hij met een ziekelijke, humeurige en bazige vrouw, die elf jaar later stierf. Langendijk schreef aan het einde van zijn leven nog enkele treurspelen, die nauwelijks aansloegen. In 1747 moest hij een groot deel van zijn boeken en bezittingen verkopen. Langendijk woonde in het Haarlemse Proveniershuis, waar hij kosteloos onderdak kreeg. Als tegenprestatie schreef hij een geschiedenis van de stad Haarlem. De vorige beschrijving van de stad stamde uit 1628 en was geschreven door Samuel Ampzing. Op zijn ziekbed liet hij zich thuis dopen.
"Maar vijf dagen overleefde onze Langendijk deeze godsdienstige verrichting ..."
Langendijk besteedde veel aandacht aan de vorm: hij schreef stukken van vijf bedrijven met vergelijkbare lengte, waarin de symmetrie een rol speelde. Met een expositie, intrige en crisis, respecteerde hij de eenheden van tijd, plaats en handeling. Deze classicistische vorm gebruikte hij om de burgerij een spiegel voor te houden. Nergens wordt de toon moraliserend, maar toch gaat het duidelijk om zedenblijspelen (comédies de moeurs). Ze geven een beeld van de hypocrisie van de hogere standen: de hogere burgerij of de verarmde bourgeoisie.

## Het wederzijds huwelijksbedrog
In deze komedie ontmoet Lodewijk de erg rijk uitziende Charlotte. Lodewijk is een aristocraat, die grote financiële moeilijkheden heeft. Hij doet zich voor als een rijke Poolse graaf. Ook Charlotte komt uit de verarmde aristocratie, en ook zij doet alsof ze tot de betere stand behoort. Charlotte heeft nog één meid genaamd Klaar. Lodewijk heeft een vriend, Jan. Jan is eigenlijk een gedeserteerd soldaat, maar tegenover de familie van Charlotte doet hij zich voor als een baron.
Samen met Lodewijk verdient hij zijn geld door kansspelen. Lodewijk denkt dat hij, door te trouwen met Charlotte, weer een leven naar behoren zou kunnen leiden. Ook Charlotte denkt dat door te trouwen met Lodewijk zij er weer bovenop kan komen. Beiden denken dus onterecht dat zij door het huwelijk rijk zullen worden en zo weer een leven op stand kunnen leiden. Dit 'wederzijdse huwelijksbedrog' komt aan het licht wanneer Karel, de broer van Charlotte, op het toneel verschijnt. Hij ontmaskert iedereen. Het boek eindigt met het stranden van het huwelijk van Jan en Klaar. Klaar wil vervolgens met Hans trouwen, maar Hans kiest voor zijn trots en wijst haar af. Charlotte en Lodewijk, die uiteindelijk toch echt verliefd blijken te zijn, gaan alsnog trouwen, hoewel Lodewijk eerst gaat werken om geld te sparen.

## De spiegel der vaderlandse kooplieden
Ook dit stuk is een 'spiegel': een werk dat de toeschouwers een spiegel voorhoudt. Hier worden twee generaties tegenover elkaar geplaatst: de zeventiende- en de achttiende-eeuwers. Ernst en Hendrik zijn consciëntieuze zeventiende-eeuwse handelaars. Door hard te werken zijn ze rijk geworden. Hun zoons, echte fils-à-papa die de volgende generatie van achttiende-eeuwers vertegenwoordigen, heten Lichthart (getrouwd met Kwistgoed) en Losbol (echtgenoot van Zoetje). Zij verkwisten al het geld dat hun vaders bij elkaar hebben gebracht. Zo gaat het hele familiekapitaal verloren.
Tijdens steeds strenger wordende censuur die het Nederlands onderwijs trof tijdens de bezettingsjaren, werd ook De 'Spiegel' op last van het departement van Onderwijs, Wetenschap en Cultuurbescherming in september 1942 geplaatst op de lijst van verboden lesmiddelen.